# 제35회 부산국제단편영화제
제35회 부산국제단편영화제는 2018년 4월 24일에 열린 시상식이다.

## 수상 및 후보

### 최우수작품상(국제경쟁)
- 거리 - 유세프 카가르 수상

### 우수작품상(국제경쟁)
- 키트맨 - 안드레 코로네호 핀토 수상

### 심사위원특별상(국제경쟁)
- 하이웨이 - 지에 지 삼 수상

### 심사위원특별언급상(국제경쟁)
- 짹짹 - 잔나 비크맘베토바 수상

### 최우수작품상(KAFA 상)(한국경쟁)
- 흉 - 최정연 수상

### 우수작품상(한국경쟁)
- 반지하 - 민현기 수상

### 심사위원특별상(한국경쟁)
- 동구 밖 - 김현탁 수상

### 심사위원특별언급상(한국경쟁)
- 명태 - 이홍매 수상

### 연기상(한국경쟁)
- 말 없이 추는 춤 - 김예나 수상

### 넷팩상
- 캄풍의 맥 - 어 씨 위 수상

### 오퍼레이션키노(최우수작품상)
- 마더: 엄마의 시간 - 김다은 수상

### 오퍼레이션키노(우수작품상)
- 그물 - 김도연 수상

### 국제경쟁
- 당나귀 - 디간트 궈탐
- 조형 - 크리스티안 에르난데스
- 그럴 수 있었다 - 리누 그른룬트
- 얼음 - 안나 힌츠
- 스테이션 - 줄리앙 유제
- 캄풍의 맥 - 어 씨 위
- 사진 속 세상 - 엘린 오베르가르드
- 밍 - 탕 단스키
- 혐오 - 에두아르두 모로토
- 두 번째 총알 - 나티그 라줄
- 까마중 - 샤디 엘-하머스
- 키트맨 - 안드레 코로네호 핀토
- 외계인을 춤추게 하다 - 세바스티앙 페트레티
- 종이 지붕 - 쥬디스 통
- 아야 - 모피다 페딜라
- 내 여동생 - 리브 조엘 바르보사 블라드
- 갈기와 마초 - 쉬바 사데그 아사디
- 사냥 - 소피아 보쉬
- 바오밥나무 껍질 - 마리아나 루이자
- 패스워드: 파자라 - 세브린 사주 외 1명
- 졸린 - 말타 몬테이로
- 델마와 함께 - 안 시로 외 1명
- 한 달 - 스김 테르지키
- 종이 조각 - 스벤 O. 힐
- 퍼펙트 타운 - 아나이스 보와롤
- 백색 소음 - 아마드 호세인 외 1명
- 냉혈한 - 데이비드 헤이
- 잠수부 - E. 델 문도
- 놀이 - 반젤리스 리베로푸로스
- 대지 아래 - 나이라 산즈 푸엔테스
- 엄마의 고백 - 잉 량
- 짹짹 - 잔나 비크맘베토바
- 하이 웨이 - 지에 지 삼
- 파니 - 하프담 울만 튼델
- 웅장한 카논 - 알랑 비에
- 전화 당번 - 레날 카말로브
- 화성 연대기 - 실바나 라짜로
- 지안카를로 비탈리: 타임 아웃 - 프란체스코 클레리치
- 사이 - 토아 스타파드
- 애틀란틱 시티 - 미구엘 알바레즈
- 거리 - 유세프 카가르

### 한국경쟁
- 타이름의 시간 - 김신희
- 안개 너머 하얀 개 - 정승희
- 다른, 밤 - 김정인
- 과거가 머무르는 방 - 이명재
- 말 없이 추는 춤 - 김유라
- 명태 - 이홍매
- 텔미비전 - 임종민
- 택배 - 박승원
- 오직 나만을 위한 영화 - 이의수
- 반지하 - 민현기
- 흉 - 최정연
- 내가 사랑하는 악당 - 배우리
- 사냥의 밤 - 장은주
- 물물교환 - 김다영
- 동구 밖 - 김현탁
- 9월 - 신나리
- 보편적 사람들 - 김문경
- 철원에서 - 김혜정
- 첫 날 - 김윤지
- 텐더 앤 윗치 - 전두관

### 프리즘
- 오후의 올가미 - 마야 데렌 외 1명
- 뭍에서 - 마야 데렌
- 카메라를 위한 안무연구 - 마야 데렌
- 변형 시간의 의례 - 마야 데렌
- 폭력에 대한 명상 - 마야 데렌
- 밤의 눈 - 마야 데렌
- 마야 데렌의 싱크 - 바바라 해머
- 노트북 - 마리 멘켄
- 강 아래로 - 수 프리드리히
- 흔들의자 - 카노 시호
- 터치 - 바바라 메테흐
- 미량원소 - 건바 넬슨
- 빛 - 까미유 드제이
- 인어 - 에밀리아 슈카르눌리테
- 아스파라거스에관한 에로틱 판타지 - 수잔 피트
- 꼭두각시 - 페기 아이쉬
- 유로파 - 코트니 호킨스
- 딥 인 리플렉션 - 세이케 미카
- 빈 방 - 정다희
- 나에게는 미래가 있다 - 오우치 리에코
- 새 출발 - 세이케 미카

### 아시아 단편
- 이달의 우수사원 - 카를로 프란시스코 Y. 마나타드
- 원숭이의 해 - 레가스 바누테자
- 흑설탕 - 미 미 르윈
- 베이징 후통의 하루 - 벤 스즈키
- 난 고양이를 묻는 쥐들을 봤어 - 드미트리 겔러
- 마운틴 헤드 - 야마무라 코지
- 어느 일요일 하루 - 아디 마르소노
- 가난한 트럭운전사의 이야기 - 히스키아 스위얀토로
- 그게 인생이야 - 라트리칼 브레 아디티야
- 조코 - 수르요 위요고
- 엄마의 외길 - 바니 나수티온
- 불의 의미 - 압둘 자이니디
- 플라시보 장례식 - 박민경
- 보이스 - 쿠시다 타카시
- 나의 형제 문어 - 플로리안 쿠너트
- 불완전한 창조자 - 수 포 웨이
- 여전히 사라진 아이들 - 압둘 자이니디

### 패밀리 단편
- 바다 - 기예 마르틴 외 1명
- 달, 어디있니? - 백미영
- 코코의 하루 - 타티아나 모슈코바
- 고양이 소년 - 존 프리키
- 소풍 - 리호 운트 외 1명
- 두 개의 풍선 - 마크 C. 스미스
- DJ 소녀 켄디스 - 비비 파드라라
- 사소한 말다툼 - 이자벨 카그스트롬 외 1명
- 두 번째 최고 - 알리사 맥클릴랜드
- 주앙의 카메라 - 토티 카흐도소
- 그림이 주는 용기 - 리비 이코넨
- 하루 파수꾼 - 로만 소코로브
- 아무것도 할 수 없어요 - 마리오 토레시야스
- 비스밀라 - 알레산드로 그란데
- 느리게 비가 온다 - 사이드 네자티
- 진희의 세상 - 황시영
- 거인 - 요하나 벤츠
- 섀도우 복서 - 안드레아스 보길드 모니스
- 번 아웃 - 세실 카
- 스텔라 1 - 로베르토 디포리토 외 1명
- 창이 - 쇼키 린
- 갈등 - 훌리안 칸돈
- 비 더 레즈 - 김윤기

### 커튼콜
- 조용한 밤 - 치우 양
- 짐 - 니키 린드로트 본 바르
- 여름이가기 전에 - 추이 이
- 홈 - 다니엘 밀로이
- 서면동의서 - 애드리안 실리스테아누
- 괜찮을 거야 - 셀린느 드보
- 토끼 사냥 - 패트릭 브레스난
- 방문자 - 프란시스카 알레그리아

### 퀘벡에서 온 짧은 편지
- 야수 - 제레미 콩트
- 나가서 놀아라 - 아디브 알카리데
- 분대장 TD-73028의 독백 - 막심 끌로드 레퀴이예
- 짊어져야 할 이름 - 에르베 데메흐
- 불법체류자 - 케빈 T. 랜드리
- 유년기의 순수 - 즈비안
- 늑대 소녀 - 자클린 미쉘

### 프리퀄 오브 스위스
- 스위스 메이드 - 소피 위틀리스바크
- 숨 - 파비앙 카이저
- 미라마레 - 미카엘라 뮐러
- 즐거운 여행 - 마크 레이몬드 윌킨스
- 공항에서 - 미카엘라 뮐러
- 벙커들 - 안 클레흐 아데
- 연필 - 바실리 뷔유맹

### BISFF 토크: 듀엣
- 개울의 등유 - 마이클 베넷
- 나탈리 - 치아나 티토레
- 미라마레 - 미카엘라 뮐러
- 공항에서 - 미카엘라 뮐러

### 뉴질랜드 파노라마
- 피더 - 크리스찬 리버스
- 쉬미트 - 마타실라 프레쉬워터
- 웨이팅 - 앰벌리 조 아우무아
- 종이 도시의 화재 - 필 브로우
- 나탈리 - 치아나 티토레
- 내 환자는 내가 지킨다 - 로젠느 리앙

### 뉴질랜드 시네아스트
- 과일 껍질 - 제인 캠피온
- 스트로크 - 크리스틴 제프스
- 주차장 어페어 - 타이카 와이티티
- 주머니쥐 - 브래드 맥건
- 타마 투 - 타이카 와이티티
- 6달러 50센트의 사나이 - 마크 엘비스턴 외 1명

### 뉴질랜드 레인보우
- 아히 카 - 리차드 커티스
- 개울의 등유 - 마이클 베넷
- 스트라이크 존 - 카메론 던컨
- 커피와 알라 - 시마 어랄
- 투파이아씨의 낙서 - 크리스토퍼 더드먼